# Olios obscurus
Olios obscurus là một loài nhện trong họ Sparassidae.
Loài này thuộc chi Olios. Olios obscurus được Eugen von Keyserling miêu tả năm 1880.